# Просто вещество
Просто вещество е химично вещество, в състава на което влизат само атоми на един химичен елемент. Биват метали и неметали.
Например, молекулярен (O2, O3, H2, N2,F2, Cl2,Br2,I2), различните форми на въглерода (C), йода (I2) и много други.
Някои елементи имат свойството да образуват няколко прости вещества (известно като алотропия), които се отличават помежду си по кристалната решетка и физико-химическите свойства.